# Strakka Racing

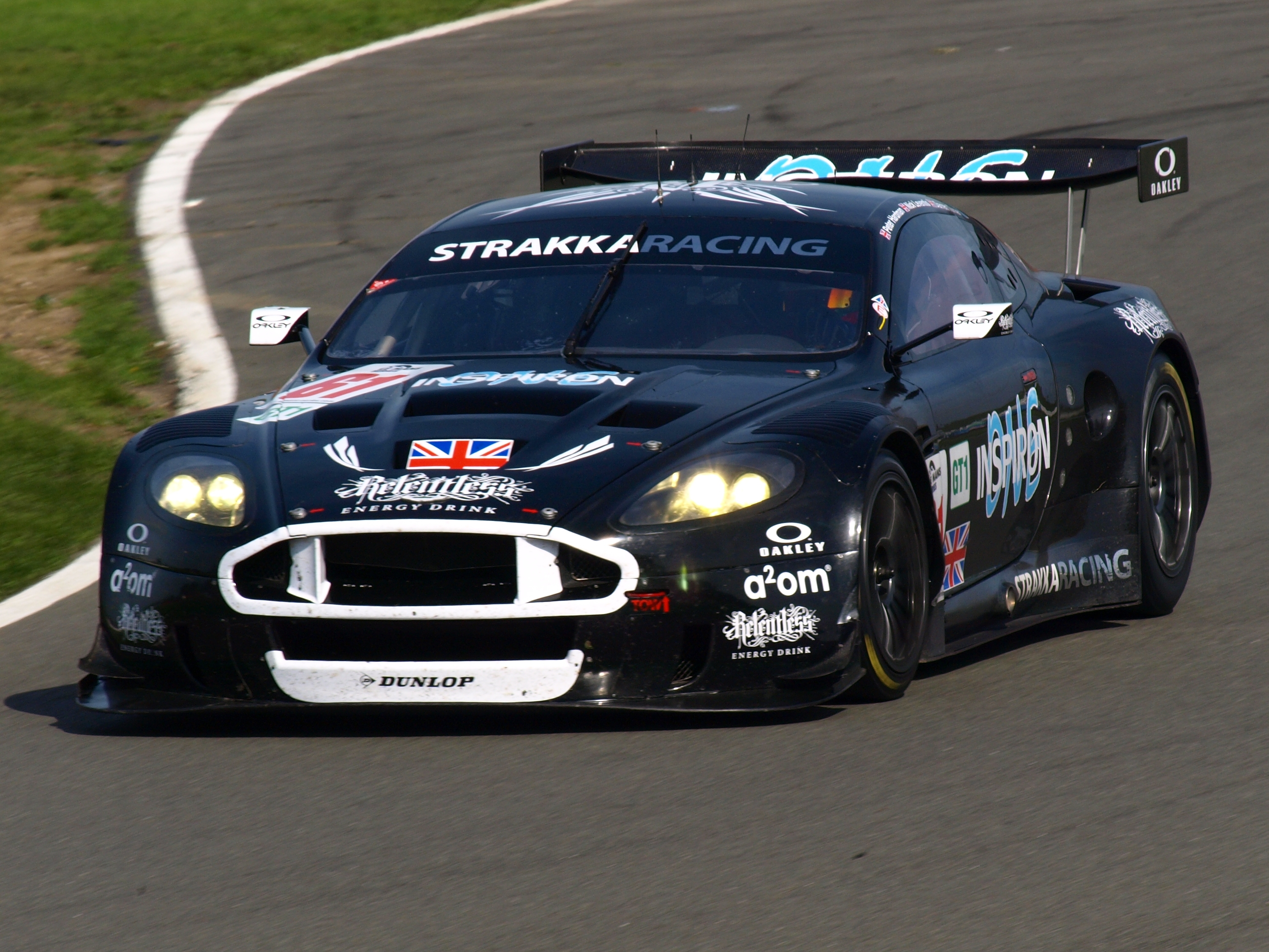
Aston Martin van team Strakka

Strakka Racing was een Brits autosportteam, opgericht in 2007 door autocoureur Nick Leventis. Het team komt uit in het FIA World Endurance Championship en nam voorheen ook deel aan de Le Mans Series.
Ze rijden vanaf 2013 ook in de Formule Renault 3.5 Series. Ze hebben het team P1 Motorsport na de eerste kampioenschapsronde overgenomen, waarna het team P1 by Strakka Racing heet. De coureurs van het team zijn Will Stevens en Matias Laine.
Begin 2020 werd bekend dat Strakka Racing gestopt was zonder verder het officieel bekend te maken. In september heeft United Autosport alles overgenomen van Strakka Racing.